# Probothrium
Probothrium là một chi bọ cánh cứng trong họ 
Elateridae.
Chi này được miêu tả khoa học năm 1863 bởi Candèze.

## Các loài
Các loài trong chi này gồm:
- Probothrium amplicolle Candèze, 1863
- Probothrium crinitum Candèze, 1878
- Probothrium furvum Erichson, 1847
- Probothrium gibbiferum Candèze, 1863
- Probothrium hepaticus (Germar, 1824)
- Probothrium pilosum Candèze, 1878
- Probothrium pubescens Kirby, 1818
- Probothrium pupillum Candèze, 1863
- Probothrium rufipes Candèze, 1863
- Probothrium rufivellum Candèze, 1863
- Probothrium rufopubescens Steinheil, 1875
- Probothrium suturale (Candèze, 1897)
- Probothrium velutinum Germar, 1844